# Robert Harley
Robert Harley, primer Conde de Oxford y Conde Mortimer, KG PC FRS (5 de diciembre de 1661 - 21 de mayo de 1724) fue un estadista inglés del final del periodo de los Estuardo y principios de los períodos georgiano. Comenzó su carrera como Whig, antes de desertar a un nuevo ministerio conservador. Fue elevado a la nobleza de Gran Bretaña como conde en 1711. Entre 1711 y 1714 sirvió como Lord Alto Tesorero, ministro principal de la reina Ana. Se le ha llamado primer ministro,  aunque generalmente se acepta que el primer ministro de facto en ser primer ministro fue Robert Walpole en 1721.
El logro central del gobierno de Harley fue la negociación del Tratado de Utrecht con Francia en 1713, que puso fin a doce años de participación inglesa y escocesa en la Guerra de Sucesión Española . En 1714, Harley cayó en desgracia tras el ascenso al trono del primer monarca de la casa de Hannover, Jorge I, y sus enemigos políticos lo encarcelaron durante un tiempo en la Torre de Londres .
También fue una destacada figura literaria, y fue patrocinador tanto del October Club como del Scriblerus Club. A veces se dice que Harley Street lleva su nombre, aunque fue su hijo Edward Harley quien realmente desarrolló el área.

## Primeros años: 1661-1688
Harley nació en Bow Street, Londres, en 1661, el hijo mayor de Sir Edward Harley, un prominente terrateniente en Herefordshire y su esposa Abigail Stephens y el nieto de Sir Robert Harley y su tercera esposa, la célebre escritora de cartas Brillana, Lady harley. Fue educado en Shilton, cerca de Burford, en Oxfordshire, en una pequeña escuela que produjo al mismo tiempo un Lord Alto Tesorero (el propio Harley), un Lord Alto Canciller (Lord Harcourt) y un Lord Presidente del Tribunal Supremo de Apelaciones Comunes (Lord Trevor). Luego, Harley pasó algún tiempo en la Academia Foubert, pero no le gustó.  Ingresó al Middle Temple el 18 de marzo de 1682, pero nunca fue llamado a la abogacía .
Los principios del whiggismo y el inconformismo le fueron enseñados a una edad temprana, y nunca abandonó formalmente las opiniones religiosas de su familia, aunque se apartó de ellas en la política.
Su padre fue encarcelado injustamente por presunto apoyo a la rebelión de Monmouth de 1685. Harley escribió después que "nos alegra bastante" la derrota de Monmouth. 

## Revolución Gloriosa: 1688-1689
Durante 1688, Harley actuó como agente de su padre para promover el apoyo a Guillermo, Príncipe de Orange, y la causa protestante contra las políticas de Jaime II .  Cuando William desembarcó en Inglaterra el 5 de noviembre, Sir Edward Harley y su hijo inmediatamente reunieron una tropa de caballos en apoyo de la causa de Guillermo III y tomaron posesión de la ciudad de Worcester en su nombre. Harley fue enviada a informar a William y se reunió con él en Henley . Harley obtuvo una comisión como mayor de la milicia de infantería en Herefordshire, que ocupó durante varios años. 

## Miembro secundario del parlamento: 1689-1701
Esto recomendó a Robert Harley a la atención de la familia Boscawen, y condujo a su elección, en abril de 1689, como representante parlamentario de Tregony, un municipio bajo su control, mientras actuaba al mismo tiempo como Alto Sheriff de Herefordshire. Se sentó por Tregony para un parlamento, tras lo cual, en 1690, fue elegido por el distrito electoral de New Radnor, al que representó hasta su ascenso a la nobleza en 1711  Desde temprana edad, Harley prestó especial atención a la conducción de los asuntos públicos, poniendo especial cuidado en el estudio de las formas y ceremonias de la Cámara de los Comunes .
Harley apoyó el Proyecto de Ley de Tolerancia durante su paso por los Comunes y esperaba que se lograra "un acuerdo igualitario en materia de religión" mediante la inclusión de los presbiterianos en la Iglesia de Inglaterra. Sin embargo, esto no fue adoptado.  También ayudó a derrotar una enmienda conservadora a la Declaración de Derechos que habría permitido al hijo de James II , James Francis Edward Stuart, heredar la corona si se convertía al protestantismo. El 14 de mayo, Harley pronunció su discurso inaugural en el que recordó a la Cámara las recientes persecuciones conservadoras (como el duro castigo de los seguidores de Monmouth) y dijo que esta injusticia debe remediarse. 
Después de una serie de victorias francesas en Flandes durante los primeros años de la Guerra de los Nueve Años, Harley creía que la subordinación de los soldados ingleses a los oficiales holandeses era la causa de las numerosas bajas inglesas. Por lo tanto, propuso una moción para que los futuros nombramientos de regimientos de infantería ingleses estuvieran tripulados por ingleses, que la Cámara aprobó el 23 de noviembre de 1692.  También se opuso al proyecto de ley de abjuración propuesto por Lord Somers. De aprobarse, esto habría obligado a los funcionarios a prestar juramento en contra del reconocimiento de Jacobo II como rey legítimo, bajo pena de destitución y prisión en caso de primera negativa, con penas de alta traición en caso de segunda negativa. 
A principios de la década de 1690, Harley se convirtió en un líder, sólo superado por Paul Foley, de los 'Viejos Whigs' que estaban dispuestos a cooperar con los Tories en la aplicación de medidas del 'Country Party' contra los Whigs ministeriales o judiciales en el cargo, los llamados Whig Junto  En diciembre de 1690 fue elegido miembro de la Comisión de Cuentas Públicas para "examinar, tomar y declarar" las cuentas del reino desde la adhesión de William, ya que los gastos se habían disparado. 
Harley apoyó un proyecto de ley para excluir de la Cámara de los Comunes a los titulares de cargos gubernamentales y a los colocadores en un esfuerzo por debilitar el patrocinio judicial. Al participar en los debates, Harley escribió: "Espero que hayamos mostrado el papel de hombres honestos y amantes de nuestro país".  También apoyó el proyecto de ley trienal para limitar la vida máxima de un Parlamento a tres años. En la Cámara de los Comunes, a principios de 1693, afirmó que los parlamentos largos no eran tan representativos como los de corta duración y sacó de su bolsillo una copia de la Declaración del rey Guillermo de 1688 en la que había prometido parlamentos frecuentes. 
En 1696, Harley abogó por la fundación de un Banco de Tierras que sirviera a los intereses agrícolas del mismo modo que el Banco de Inglaterra servía a los intereses monetarios. 
Después de las elecciones generales de 1698, Harley emergió como líder de la alianza opositora combinada Country Whig-Tory contra el Junto, o lo que Harley llamó el 'New Country Party'. También en este año comenzó su asociación con Sidney Godolphin y, a través de él, su entrada definitiva en el círculo en torno a la princesa Ana. 
En noviembre de 1698 y en enero de 1700, el ministerio se acercó a Harley para que aceptara un cargo en el gobierno, y en esta última ocasión se le ofreció la Secretaría de Estado. Se negó en ambas ocasiones porque no quería servir con los Whigs.  Tras la muerte del único hijo superviviente de Ana, el príncipe Guillermo, duque de Gloucester, en julio de 1700, el rey Guillermo III se preocupó por la sucesión. William creía que era imperativo que la corona recayera en Sofía, electora de Hannover, o sus descendientes, en caso de que Ana muriera sin tener hijos. Le escribió a Harley y lo convocó a una audiencia, donde le preguntó qué demandas harían los Comunes para ser persuadidos a aprobar un proyecto de ley que incorporara la nueva línea de sucesión. Se acordó que el proyecto de ley incluiría mayores limitaciones al poder del monarca.  Posteriormente, William aprobó su elección como presidente de la Cámara de los Comunes.

## Presidente de la Cámara de los Comunes: 1701-1705
Después de las elecciones generales de febrero de 1701, ocupó el cargo de Portavoz durante tres Parlamentos consecutivos hasta marzo de 1705. Desde el 18 de mayo de 1704, combinó este cargo con el de Secretario de Estado para el Departamento del Norte, desplazando al Conde de Nottingham .
Como presidente del primer Parlamento, Harley supervisó la aprobación de la Ley de Acuerdo de 1701, tal como se había acordado previamente con el rey Guillermo. Harley estaba complacido de que tanto los Whigs como los Tories hubieran acordado poner más límites al poder de la corona y se informó que dijo que "esperaba que en poco tiempo nuestras infames distinciones y partidos, pero particularmente el jacobitismo, deberían ser completamente eliminados". abolida y extirpada”. 

## Secretario del Norte: 1704-1708
Harley fue uno de los primeros en practicar el " spin "; Reconoció la importancia política de una gestión cuidadosa de los medios de comunicación. En 1703, Harley aprovechó por primera vez el talento de Daniel Defoe como escritor político.  Esto tuvo tanto éxito que más tarde emplearía a Delarivier Manley y Jonathan Swift para que le escribieran panfletos para usarlos contra sus muchos oponentes en la política.
Durante el mandato de su cargo, se promulgó el Acta de Unión de 1707 con Escocia . En el momento de su nombramiento como Secretario de Estado, Harley no había dado ninguna señal exterior de descontento con los Whigs, y fue principalmente gracias a la influencia de Marlborough que fue admitido en el ministerio.
Durante algún tiempo, mientras las victorias del gran general inglés arrojaron un glamur sobre la política de sus amigos, Harley continuó actuando lealmente con sus colegas. Pero en el verano de 1707, Sidney Godolphin, primer conde de Godolphin, se hizo evidente que alguna influencia secreta detrás del trono estaba sacudiendo la confianza de la reina en sus ministros. A la soberana le había molestado la intrusión en la administración del impetuoso Lord Sunderland y se había convencido de que la seguridad de la Iglesia de Inglaterra dependía de la suerte de los conservadores. Estas convicciones se vieron reforzadas en su mente por la nueva favorita Abigail Masham (prima de la duquesa de Marlborough por parte de su madre, y de Harley por parte de su padre), cuyas persuasiones contrastaban favorablemente a los ojos de la Reina con los modales altivos de su vieja amiga, la duquesa de Marlborough.

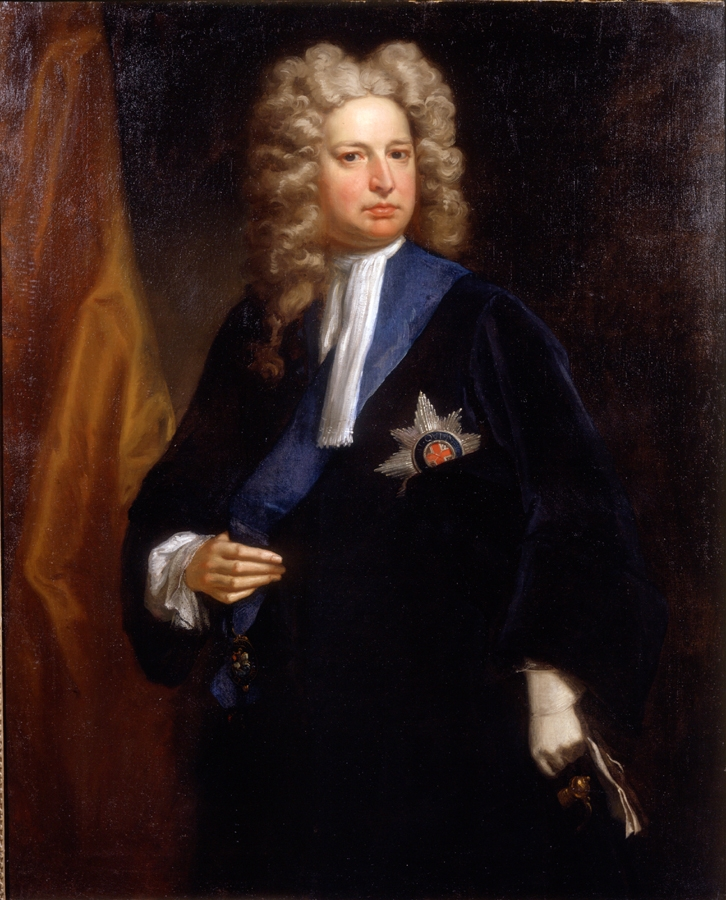
Robert Harley por Jonathan Richardson, c. 1710.

Tanto la duquesa como Godolphin estaban convencidos de que este cambio en el carácter de la reina se debía a la influencia de Harley y sus familiares, pero se le permitió permanecer en el cargo. Más tarde, se descubrió que un empleado mal pagado y asolado por la pobreza, William Gregg, en la oficina de Harley, había entregado al enemigo francés copias de muchos documentos que deberían haber sido ocultados al conocimiento de todos, excepto de los asesores más confiables de la corte. y se descubrió que, por descuido del jefe del departamento, el contenido de dichos documentos pasó a ser propiedad común de todos los que estaban a su servicio. El célebre autor Daniel Defoe, entonces empleado de Harley's, había advertido que su laxa seguridad era una invitación a la traición.  Godolphin y Marlborough informaron a la Reina que ya no servirían con Harley. No asistieron a su siguiente consejo, el 8 de febrero de 1708, y cuando Harley propuso continuar con los asuntos del día, el duque de Somerset llamó la atención sobre su ausencia. La Reina se vio obligada (11 de febrero) a aceptar las dimisiones de Harley y Henry St John, primer vizconde de Bolingbroke .
Thomson critica el mandato de Harley en el Departamento del Norte, calificándolo de "culpablemente negligente en la conducción de su negocio". Además de citar la falta de seguridad ya mencionada, Thomson escribe que Harley "arregló las cosas de tal manera que los descontentos empleados de su oficina no pudieron comenzar a trabajar hasta la medianoche o un poco antes y, por lo tanto, no pudieron salir hasta el amanecer. Incluso cuando no había nada que hacer". lo hacían, los mantenían vigilados hasta las tres de la madrugada". 

## Oposición: 1708-1710
Harley se vio obligado a dejar su cargo, pero su prima Abigail, que se había casado recientemente, continuó al servicio de la Reina. Harley empleó su influencia sin escrúpulos y no en vano. El costo de la prolongada guerra con Francia y el peligro para la Iglesia nacional, cuya principal prueba residió en el procesamiento de Henry Sacheverell, fueron las armas que utilizó para influir en las masas populares. El propio Marlborough no pudo ser desplazado, pero sus parientes fueron destituidos a su vez de sus puestos. Cuando el más grande de ellos, Lord Godolphin, fue destituido de su cargo el 10 de agosto de 1710, se nombraron cinco comisionados del tesoro; entre ellos estaba Harley como Ministro de Hacienda.

## Ministro de Hacienda: 1710-1711
El objetivo del nuevo canciller era formar una administración con los miembros moderados de ambos partidos y adoptar con ligeros cambios la política de sus predecesores; pero sus esfuerzos estuvieron condenados al fracaso.  Los whigs se negaron a unirse a una alianza con él, y los conservadores, que obtuvieron un éxito mayor que sus más locas esperanzas en las urnas, no pudieron entender por qué sus líderes no adoptaron una política más favorable a los intereses de su partido.

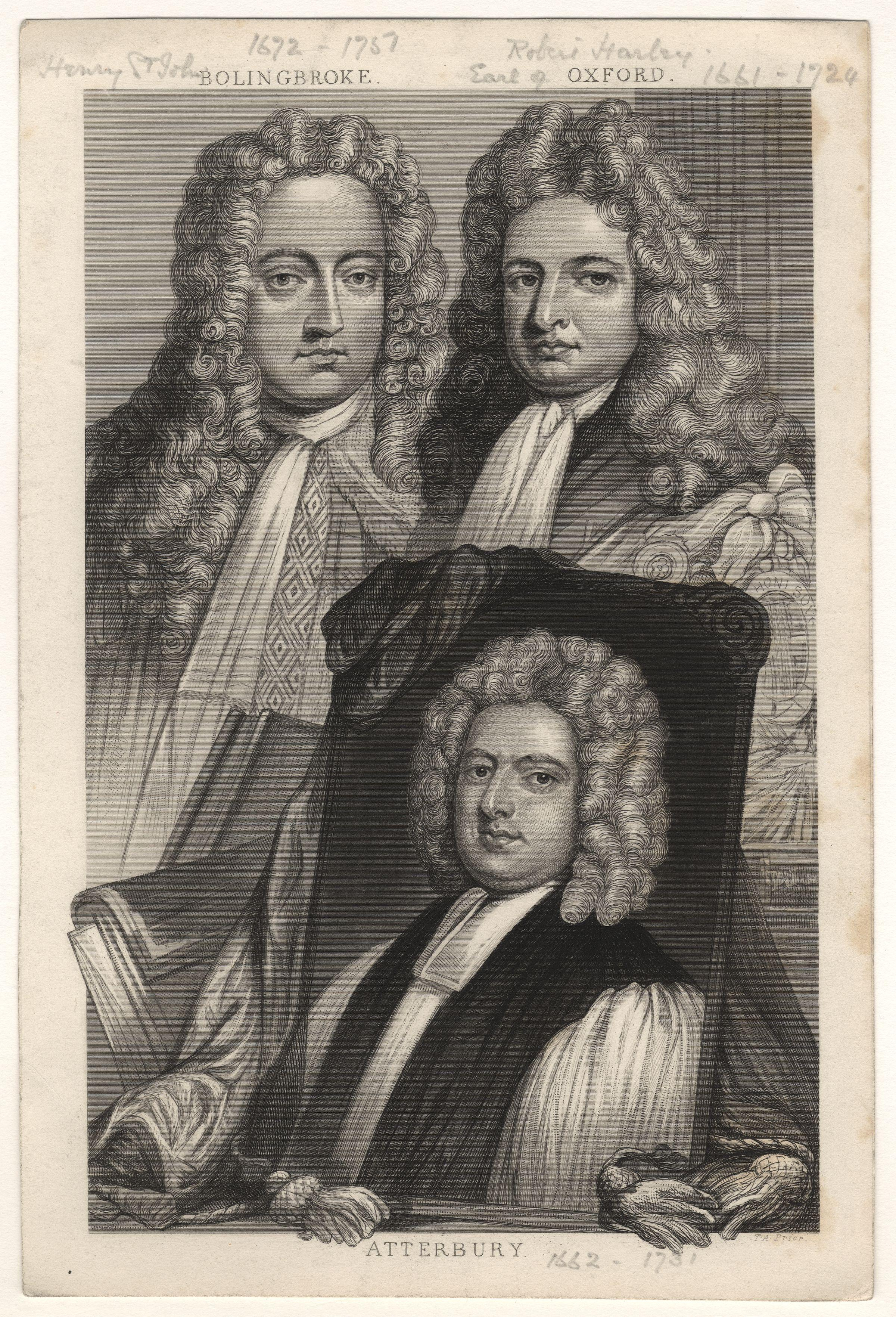
Oxford (derecha), junto con su amigo y aliado Henry St John, primer vizconde de Bolingbroke y un retrato de Francis Atterbury. Grabado según una pintura de Sir Godfrey Kneller.

Los clamores de los espíritus más salvajes, los miembros del country que se reunían en el Club Octubre, comenzaron a tener eco incluso entre aquellos que estaban apegados a la persona de Harley, cuando, por un acontecimiento inesperado, su popularidad se recuperó de un salto. Un refugiado francés, el antiguo abad La Bourlie (más conocido con el nombre de Marqués de Guiscard ), estaba siendo interrogado ante el Consejo Privado de Gran Bretaña acusado de traición, cuando apuñaló a Harley en el pecho con una navaja (8 de marzo de 1711). Afortunadamente para Harley, tenía gusto por la ropa fina, y en aquella ocasión vestía un adornado chaleco de brocado dorado: parece que el cuchillo se clavó en uno de los adornos. Sigue siendo un misterio por qué a Guiscard se le permitió entrar en la habitación con un arma, pero, como demostró el asunto Gregg, Harley fue notoriamente laxa en materia de seguridad y es probable que Guiscard no hubiera sido registrado adecuadamente. Para un hombre con buena salud, las heridas no habrían sido graves, pero el ministro padecía problemas de salud y Swift había escrito la oración: "Ruega a Dios que preserve su salud, todo depende de ello". La alegría de la nación por su recuperación no tuvo límites. Ambas Cámaras presentaron un discurso a la corona, la Reina recibió una respuesta adecuada y, tras la reaparición de Harley en la Cámara Baja, el Portavoz pronunció un discurso que se difundió en periódicos por todo el país.
Uno de los problemas más apremiantes en ese momento fue la gran crisis de las finanzas públicas provocada por la necesidad de pagar la guerra contra Francia.  El arquitecto de las finanzas de Gran Bretaña fue Lord Halifax, y le escribió a Harley el día en que se reunió la nueva junta del Tesoro: "Tus grandes habilidades y tu conocimiento de la Hacienda pronto te harán dueño de todos los negocios, pero ¿cómo lo harás?". restablecer el crédito y encontrar dinero para las demandas que se os harán excede mi capacidad".  En 1711, Harley creó la Compañía de los Mares del Sur para manejar la deuda nacional; resultó ser un gran éxito (al principio, la notoria "burbuja" comenzó en 1720).  Logró restablecer la confianza durante su mandato; Mientras que el temor a la invasión jacobita de 1708 y la alarma provocada por la enfermedad de la reina a principios de 1714 provocaron corridas bancarias, la caída de Godolphin no las precipitó. 

## Señor Alto Tesorero: 1711-1714
El 23 de mayo de 1711 el ministro se convirtió en barón Harley, de Wigmore en el condado de Hereford, y en Conde de Oxford y Conde de Mortimer (este último, a pesar de su forma, siendo un solo título nobiliario). Harley reclamó el título de Oxford debido a su relación a través del matrimonio con los poseedores anteriores, los De Veres. El título de Earl Mortimer se añadió en caso de que se presentara un reclamo sobre el condado de Oxford.  El 29 de mayo fue nombrado Lord Tesorero y el 25 de octubre de 1712 se convirtió en Caballero de la Jarretera .
En noviembre se realizó otro atentado contra su vida con Bandbox Plot, en el que se le envió una caja de sombreros, armada con pistolas cargadas que se activarían con un hilo dentro del paquete; El intento de asesinato fue impedido por la pronta intervención de Jonathan Swift.
Con la simpatía que habían despertado estos intentos de asesinato y con la habilidad que poseía el Lord Tesorero para conciliar a los miembros más tranquilos de ambos partidos políticos, pasó varios meses en el cargo sin pérdida alguna de reputación. Reorganizó las finanzas de la nación y continuó apoyando a sus generales en el campo con amplios recursos para llevar a cabo la campaña, aunque sus emisarios estaban en comunicación con el rey francés y estaban arreglando los términos de una paz independientemente de los aliados de Inglaterra. Después de muchas semanas de vacilaciones e intrigas, cuando las negociaciones estuvieron frecuentemente a punto de ser interrumpidas, se firmó la paz preliminar, y a pesar de la oposición de la mayoría Whig en la Cámara de los Lores, que se encontró con la creación de doce nuevos pares apodados la Docena de Harley, el muy controvertido Tratado de Utrecht concluyó el 31 de marzo de 1713. El grito whig de " No hay paz sin España ", no fue suficiente para bloquear la aprobación parlamentaria del Tratado.

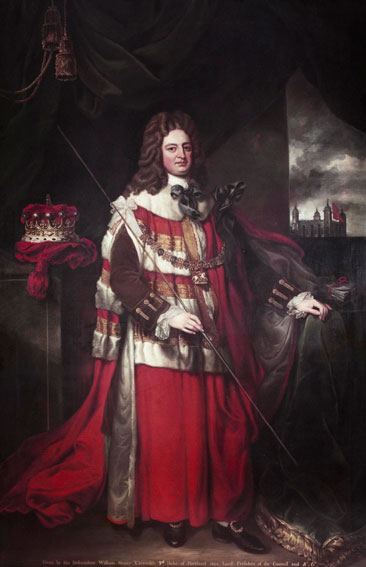
Robert Harley fotografiado llevando el bastón blanco del Lord Alto Tesorero. Retrato de Jonathan Richardson.

Mientras se discutían estas negociaciones, la amistad entre Harley (Oxford) y St John, este último que se había convertido en Secretario de Estado en septiembre de 1710, se transformaba rápidamente en odio. A este último le había molestado el aumento de fortuna que las puñaladas de Guiscard habían asegurado a su colega Harley, y cuando fue elevado a la nobleza con el título de barón de St. John y vizconde de Bolingbroke, en lugar de con un condado, su resentimiento no conoció límites. . La favorita real, Abigail, cuyo marido había sido llamado a la Cámara Alta como barón Masham, abandonó a su viejo amigo y pariente por su rival más vivaz. Los jacobitas descubrieron que, aunque el Lord Tesorero era profuso en sus expresiones de buena voluntad para su causa, no se tomaban medidas para asegurar su triunfo y ya no confiaban en promesas que se hacían y se rompían repetidamente. Incluso los amigos de Harley (Oxford) comenzaron a quejarse de su tardanza y a encontrar alguna excusa para su apatía en la mala salud, agravada por el exceso en los placeres de la mesa y por la pérdida de su hijo favorito. La confianza de la reina Ana se transfirió gradualmente de Oxford a Bolingbroke; el 27 de julio de 1714, el primero entregó su personal como señor tesorero y el 1 de agosto murió la reina.

## Encarcelamiento: 1715-1717
Tras el ascenso de Jorge I de Gran Bretaña, el ministro derrotado se retiró a Herefordshire, pero unos meses más tarde se decidió su destitución  y fue internado en la Torre de Londres el 16 de julio de 1715. Fue acusado de alta traición y de delitos y faltas graves, siendo la pena de muerte una clara posibilidad. Muchos de los cargos estaban relacionados con su negociación del Tratado de Utrecht . Se agregaron más cargos relacionados con su presunto complot secreto con el demandante jacobita James .  Sus aliados políticos San Juan y Ormonde huyeron a Francia antes de que pudieran ser arrestados por motivos similares y entraron al servicio de James. Al principio, se encontraba mal de salud, padecía neumonía y fue cuidado por su esposa Sarah, quien permaneció con él durante las primeras semanas de su encarcelamiento. 
Poco después de su detención se produjo un importante levantamiento jacobita que fue derrotado. Los interrogadores de los prisioneros jacobitas intentaron descubrir si había una conexión con Harley en el plan, pero no pudieron establecer ninguna.  Esto retrasó significativamente el juicio de Harley, ya que se dio prioridad a los principales rebeldes, varios de los cuales fueron ejecutados. Esto pudo haberlo beneficiado ya que el estado de ánimo enojado entre los Whigs contra él se había calmado en 1717. 
Harley también se benefició de la división Whig entre facciones rivales lideradas por James Stanhope y Robert Walpole . Walpole y sus partidarios se opusieron y se unieron a los conservadores para atacar al gobierno de Stanhope en muchas cuestiones.
Después de un encarcelamiento de casi dos años, Harley fue formalmente absuelto de los cargos de alta traición y delitos graves y faltas por los que había sido acusado dos años antes, y se le permitió retomar su lugar entre sus pares.

## Vida posterior: 1717-1724
Inmediatamente después de su liberación, Jorge I informó a Oxford que ya no era bienvenido en la corte.  Se unió a los señores conservadores para oponerse a la nueva oligarquía Whig en el Parlamento, en alianza con los Whigs de la oposición. En 1719 se unieron para oponerse al proyecto de ley de nobleza de Stanhope, que fue derrotado. Después de esto, Lord Oxford participó cada vez menos en los asuntos públicos y murió casi desapercibido en Londres el 21 de mayo de 1724.

## Importancia literaria
No se puede subestimar la importancia de Harley para la literatura. Como mecenas de las artes, fue notable. Como conservacionista, fue invaluable. Usó su riqueza y poder para reunir una biblioteca incomparable. Encargó la creación de colecciones de baladas, como The Bagford Ballads, y compró poemas sueltos de todos los rincones. Conservó la literatura renacentista (particularmente la poesía), la literatura anglosajona que entonces era incomprensible y una gran cantidad de literatura del inglés medio . Su colección, con la de su hijo Edward, segundo Lord Oxford y Mortimer, fue vendida al Parlamento en 1753 para el Museo Británico por la condesa de Oxford y la condesa Mortimer y su hija, la duquesa de Portland; se la conoce como la Colección Harley . 
Cuando estaba en el cargo, Harley impulsó las carreras de Jonathan Swift, Alexander Pope y John Gay . También escribió con ellos como miembro del Scriblerus Club . Él, junto con el primer vizconde de Bolingbroke, contribuyó a las producciones literarias del Club. Su talento particular residía en la poesía, y parte de su obra (siempre sin firmar) se ha conservado y se puede encontrar entre las ediciones de la poesía de Swift. Además, probablemente participó en la redacción de Las Memorias de Martinus Scriblerus , aunque es imposible decir en qué medida.
En opinión del historiador David C. Douglas, en la época de Harley "todo el grupo de eruditos admiraba a Robert Harley, conde de Oxford, como el gran mecenas del saber medieval inglés, y tenían razón al hacerlo, porque era corresponsal y benefactor de muchos de ellos, y merecía su gratitud tan seguramente como se ganó a través de su libro, recogiendo el agradecimiento de la posteridad". 

## Familia

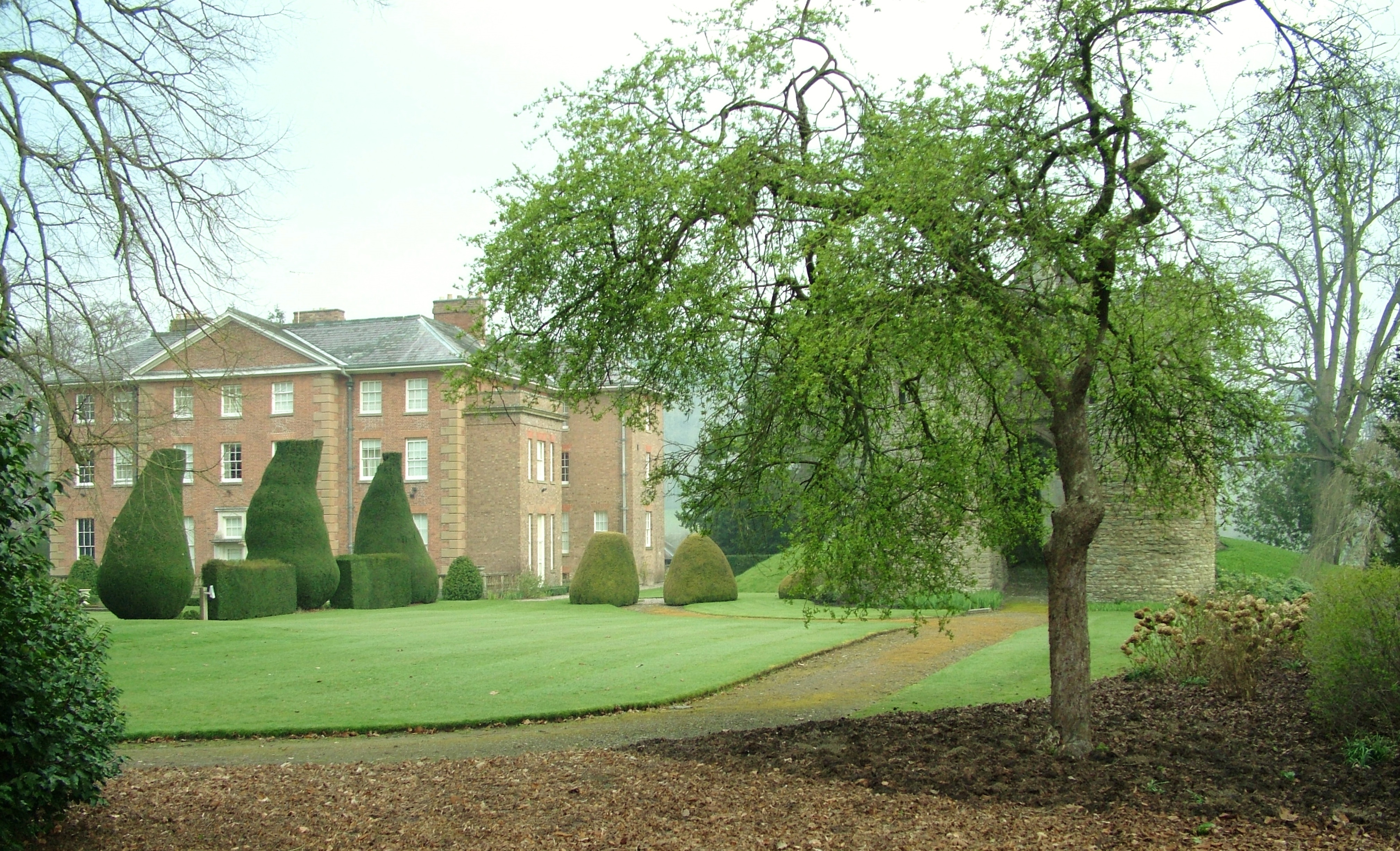
Brampton Bryan Hall

En mayo de 1685, Harley se casó como primera esposa con Elizabeth, una hija de Thomas Foley, y tuvieron cuatro hijos antes de que ella muriera en noviembre de 1691: 
- Abigail (1685 - 15 de julio de 1750), que se casó con George Hay, más tarde octavo conde de Kinnoull en 1709.
- Edward (2 de junio de 1689-16 de junio de 1741), que se casó con Henrietta Cavendish Holles y le sucedió como segundo conde de Oxford y conde de Mortimer.
- Isabel (2 de junio de 1689-20 de noviembre de 1713), que se casó con Peregrine Osborne, más tarde tercer duque de Leeds en 1712; y
- Robert, que murió en la infancia en 1690.

Vivían en Brampton Bryan Hall, que heredó de su padre en 1700.
Después de la muerte de Isabel, Harley se casó con Sarah (fallecida el 17 de junio de 1737), hija de Simon Middleton de Edmonton, Londres, el 18 de septiembre de 1694. No tuvieron hijos.  Murió en 1724 en su casa de Albemarle Street, Westminster, y fue enterrado en el cementerio de St Barnabas, Brampton Bryan, Herefordshire.

## Otras lecturas

### Biografías
- Biddle, Sheila. Bolingbroke and Harley (London: Allen & Unwin, 1975).
- Downie, J. A. Robert Harley and the Press (Cambridge University Press, 1979).
- Hamilton, Elizabeth. The Backstairs Dragon: A Life of Robert Harley, Earl of Oxford (Hamish Hamilton, 1969).
- McInnes, Angus. Robert Harley: Puritan Politician (Littlehampton Book Services, 1970).
- Miller, O.B. Robert Harley Earl of Oxford. The Stanhope Prize Essay, 1925 (Oxford: Blackwell, 1925).

### Estudios de antecedentes
- Bennett, Gareth Vaughan. "Robert Harley, the Godolphin ministry, and the bishoprics crisis of 1707." The English Historical Review 82.325 (1967): 726–746. in JSTOR
- Cobbett, William, Thomas B. Howell, and J. Thomas, State Trials (London: 1809–26, part of a 34 vol. series).
- Feiling, Keith. A History of the Tory Party, 1640–1714 (1924).
- Davies, Godfrey. "The Fall of Harley in 1708." The English Historical Review 66.259 (1951): 246–254. in JSTOR
- Gregg, Edward. Queen Anne (1980)
- Geoffrey Holmes, 'Harley, St John and the Death of the Tory Party', in Geoffrey Holmes (ed.), Britain after the Glorious Revolution 1689–1714 (London: Macmillan, 1969), pp. 216–237.
- Holmes, Geoffrey S., and William Arthur Speck. "The Fall of Harley in 1708 Reconsidered." The English Historical Review 80.317 (1965): 673–698. in JSTOR
- Holmes, Geoffrey. British politics in the age of Anne (A&C Black, 1987).
- Hoppit, Julian. A land of liberty?: England 1689–1727 (Oxford UP, 2000).
- Johnson, Richard R. "Politics Redefined: An Assessment of Recent Writings on the Late Stuart Period of English History, 1660 to 1714." The William and Mary Quarterly (1978): 691–732. in JSTOR
- William Edward Hartpole Lecky. History of England in the Eighteenth Century. London, 1878–90
- Thomas B. Macaulay, History of England (London, 1855).
- McInnes, Angus. "The Appointment of Harley in 1704." The Historical Journal 11.2 (1968): 255–271. in JSTOR
- MacLachlan, A. D.  'The Road to Peace 1710–13', in Geoffrey Holmes (ed.), Britain after the Glorious Revolution 1689–1714 (London: Macmillan, 1969), pp. 197–215.
- Roberts, Clayton. "The Fall of the Godolphin Ministry." The Journal of British Studies 22.1 (1982): 71–93. in JSTOR
- Philip Stanhope, 5th Earl Stanhope, History of England, Comprising the Reign of Queen Anne until the Peace of Utrecht (London: 1870).
- Snyder, Henry L. "Godolphin and Harley: A Study of Their Partnership in Politics." The Huntington Library Quarterly (1967): 241–271. in JSTOR
- Sundstrom, Roy A. Sidney Godolphin: Servant of the state (University of Delaware Press, 1992).
- Trevelyan, G.M.  England under Queen Anne (3 v 1930–34).

- Works relating to Robert Harley at the Internet Archive